# Proto-basque

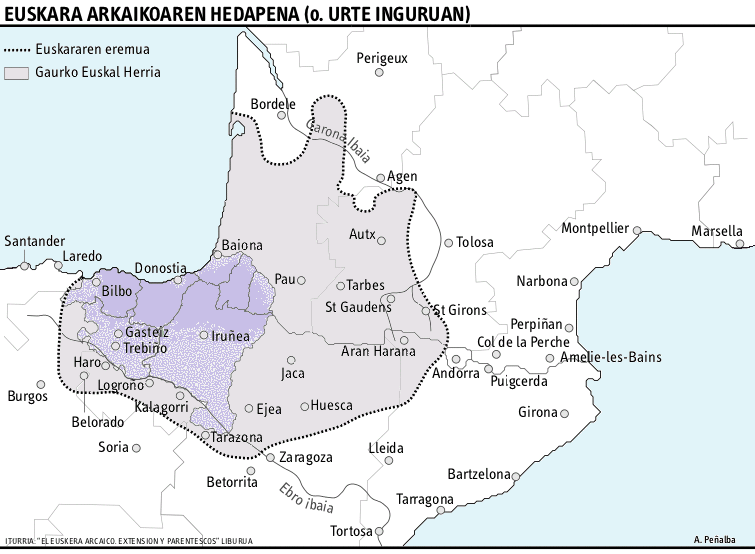
Carte du proto-basque en l'an 1

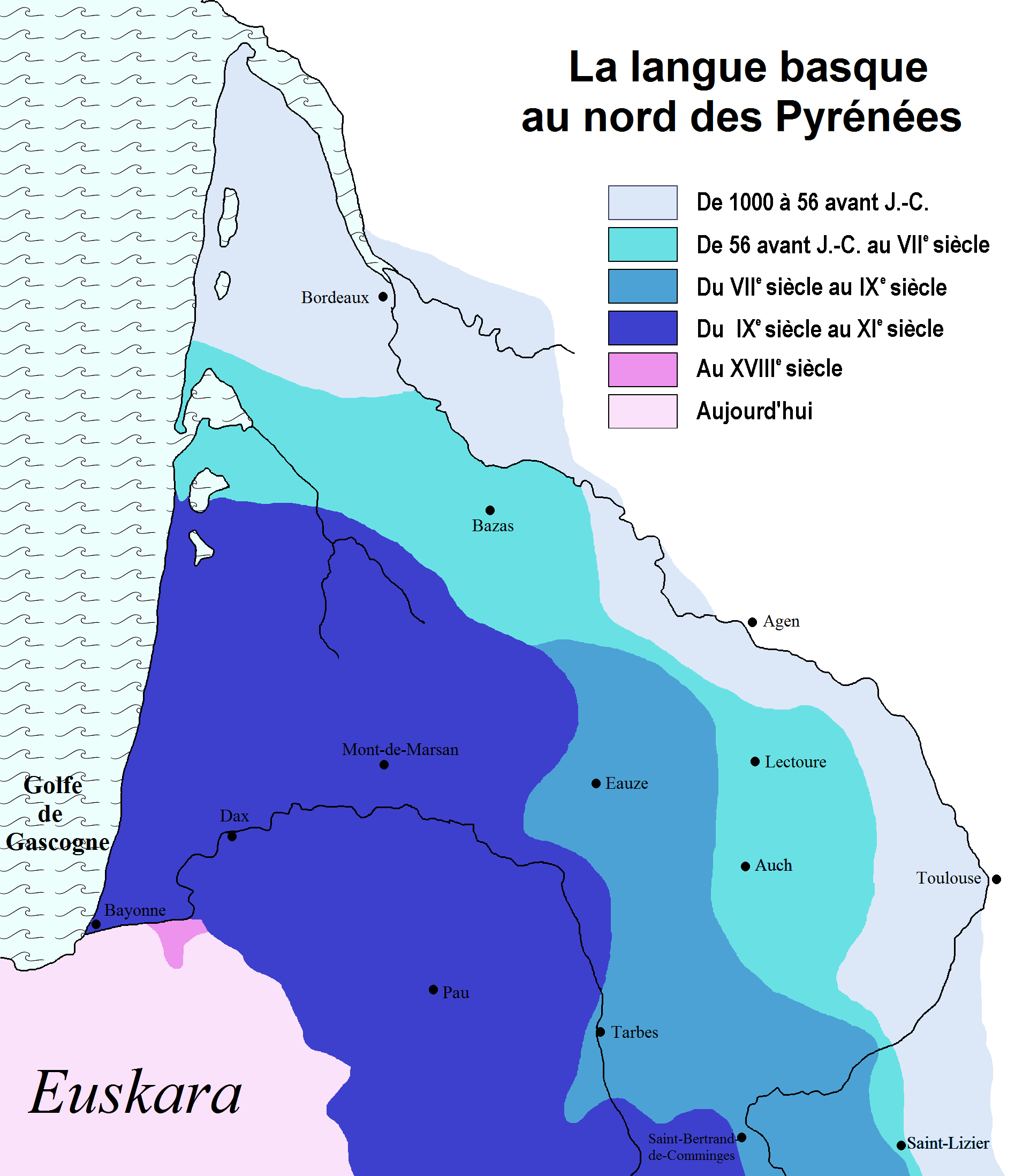
Recul du proto-basque et du basque médiéval au nord des Pyrénées.

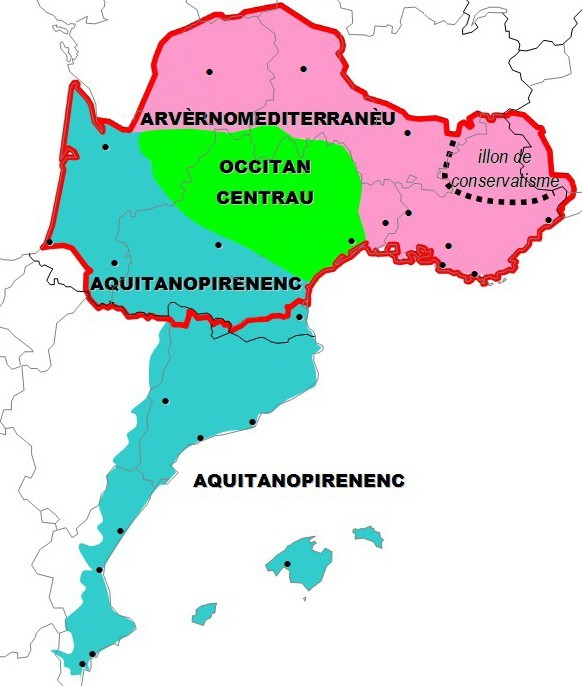
Classement supradialectal de l'occitano-roman selon Pierre Bec mettant en évidence un substrat aquitano-pyrénéen antérieur au latin.

Le proto-basque est la reconstruction du prédécesseur direct de la langue basque et constitue le substrat du gascon, tel qu'il aurait pu être hypothétiquement parlé approximativement entre le Ve et le Ier siècle av. J.-C., dans le secteur circumpyrénéen. Il est censé correspondre à un état de la langue antérieur à l'influence du latin et aux textes écrits,,.

## Filiation
Les hypothèses sur le proto-basque se développent au moyen de la technique linguistique de la reconstruction interne et de la comparaison avec d'autres langues pré-indoeuropéennes. En ce domaine, les travaux les plus importants sont dus aux linguistes Koldo Mitxelena (Phonétique historique basque), Henri Gavel, Alfonso Irigoyen, etc., et plus récemment Joseba Lakarra, Joaquín Gorrochategui, Ricardo Gómez, Michel Morvan, Hector Iglesias. Mitxelena et Lakarra se réfèrent à des états différents du proto-basque : l'étude de Michelena concerne la langue antérieure à l'arrivée des Romains, et celle de Lakarra, la langue antérieure à l'arrivée des Celtes,. Pour la reconstruction des étymologies proto-basques originelles les linguistes se fondent sur :
- l'étude des inscriptions aquitaniennes ;
- l'onomastique de l'aire bascophone actuelle et antérieure : toponymie, anthroponymie, hydronymie, etc. La comparaison avec l'onomastique ibère ;
- la comparaison entre les différents dialectes basques : labourdin, biscayen, alavais, guipuscoan, haut-navarrais, bas-navarrais, souletin et roncalais ;
- les textes archaïques ;
- la littérature basque.

## Phonologie
André Martinet a été le premier à approcher le système phonologique proto-basque. À l'intérieur des mots constituant des emprunts lexicaux au latin, le trait [+/-sonore] des plosives s'est maintenu. Ce n'était pas le cas en début de mot, toujours [+sonore] (par exemple, pacem > bake). Il a été proposé qu'en basque cette différence ne survenait qu'à l'intérieur des mots, mais cela semblerait peu normal par rapport aux autres langues du monde. Martinet a apporté au débat le système des plosives en danois, dont le trait n'est pas [+/-sonore] mais [fortis/lenis], c'est-à-dire qu'un phonème a une réalisation plus forte et une autre plus faible. En outre, chacune a également une prononciation différente selon sa position, forte (en début de mot) ou faible (entre voyelles). Les sonores latines ont été remplacées par l'un ou l'autre selon leur position.
Luis Michelena a accepté cette hypothèse et l'a en outre étendue à tout le système. Donc, à côté des paires de sifflantes affriquées (fortes) et fricatives (faibles ou lenes), et de la paire formée par les vibrantes, il a proposé les formes fortes (/N/ et /L/) de /n/ et de /l/. Le phonème /N/ explique pourquoi la nasale géminée (écrite <nn>) du latin se maintient sous la forme /n/ en basque actuel, ainsi que la disparition de la nasale simple du latin (anatem "canard" > basque ahate). De la même manière, les /L/ sont devenus de nos jours des /l/ tandis que les /l/ anciens sont aujourd'hui des /r/ simples. Ces processus de lénition semblent être survenus au cours du Moyen Âge. Par ailleurs, Michelena a exclu le /m/ du système, parce que c'était un son secondaire (on le trouve presque toujours à la place d'un /b/ influencé par la proximité d'un /n/ ; ex : *bini > mihi, *senbe > seme) ; il a également exclu le phonème /p/, parce qu'il apparaissait en distribution complémentaire, et il a considéré les phonèmes palataux comme étant expressifs.
Sur ces bases, Michelena a proposé le système suivant, accepté également par Lakarra : 
- faibles : b d g l n r s z
- fortes : (p) t k L N R ts tz
- aspirée : (h).

## Racine syllabique
Joseba Lakarra propose le modèle syllabique CVC (consonne-voyelle-consonne) pour le pré-proto-basque, au lieu du modèle CVCV proposé antérieurement. Michelena avait au contraire proposé (C)V(W)(R)(S)(T), mais de l'avis de Lakarra ce modèle est trop général, et de plus la totalité des positions ne se réalise dans aucun mot. En basque actuel, il existe malgré tout des mots sur ce modèle, comme lur « terre », zur « bois » ou gar « flamme ». Dans certains cas, ces racines syllabiques étaient soumises à des limitations qui apparaissent au niveau phonologique.
À une époque plus tardive, les racines CVC citées ont développé la capacité de recevoir des préfixes (à la différence du basque actuel), comme les mots de type CV-CVC.

## Morphosyntaxe
L'absence de textes écrits complique grandement la connaissance de la morphosyntaxe du proto-basque. En raison des caractéristiques des verbes synthétiques, Ricardo Gómez a proposé qu'au lieu de l'ordre actuel SOV, le proto-basque aurait eu un ordre VSO. Un autre indice serait le caractère fermé de la catégorie de l'adjectif, avec l'emploi, à l'emplacement où apparaît aujourd'hui l'adjectif, de participes, d'emprunts (?) ou de propositions relatives, toujours à la droite du nom.

## Vocabulaire
Exemples, dus à Joseba A. Lakarra, de termes monosyllabiques hypothétiques rédupliqués vers la gauche dans le pré-proto-basque. Certains sont sûrs et attestés comme gogor (racine *gor), d'autres discutables :
| Pré-proto-basque       | Basque  | Français  |
| ---------------------- | ------- | --------- |
| *da-dar                | adar    | corne     |
| *da-dats               | adats   | chevelure |
| *za-zal                | azal    | écorce    |
| *de-der                | eder    | beau      |
| *do-dol                | odol    | sang      |
| *go-gor                | gogor   | dur       |
| *na-nal ( > *anaL )    | ahal    | pouvoir   |
| *na-nan ( > *anan-tz ) | ahantz- | oublier   |
| *na-nar ( > *anaR )    | har     | ver       |
| *ni-nin ( > *inin-tz ) | ihintz  | rosée     |
| *no-nol ( > *onoL )    | ohol    | planche   |
| *ze-zen                | zezen   | taureau   |

Exemples de Luis Michelena de termes proto-basques :
| Proto-basque | Basque  | Français              |
| ------------ | ------- | --------------------- |
| *ardano      | ardo    | vin                   |
| *ardi-zani   | artzain | berger                |
| *arrani      | arrain  | poisson               |
| *bene        | mehe    | mince, fin(e), maigre |
| *bini        | mihi    | langue (anatomie)     |
| *egu-gaitz   | ekaitz  | tempête               |
| *eLana       | elai    | hirondelle            |
| *eNala       | enara   | hirondelle            |
| *gaztana     | gazta   | fromage               |
| *ini         | ihi     | jonc                  |
| *organa      | orga    | chariot               |
| *seni        | sehi    | domestique            |
| *suni        | suhi    | gendre                |
| *zini        | zii, zi | gland                 |